# 長流寺 (流山市)
長流寺（ちょうりゅうじ）は、千葉県流山市にある浄土宗の寺院。

## 歴史
1606年（慶長11年）、了蓮社覚誉によって開山された。覚誉は東国巡錫の旅に出ていたが、この年に下総国葛飾郡流山村に至り、「観音松」という松の木の下で草庵を結び、布教を始めた。
1836年（天保7年）の火災で建物や寺宝を全て失った。1864年（元治元年）に再建された。

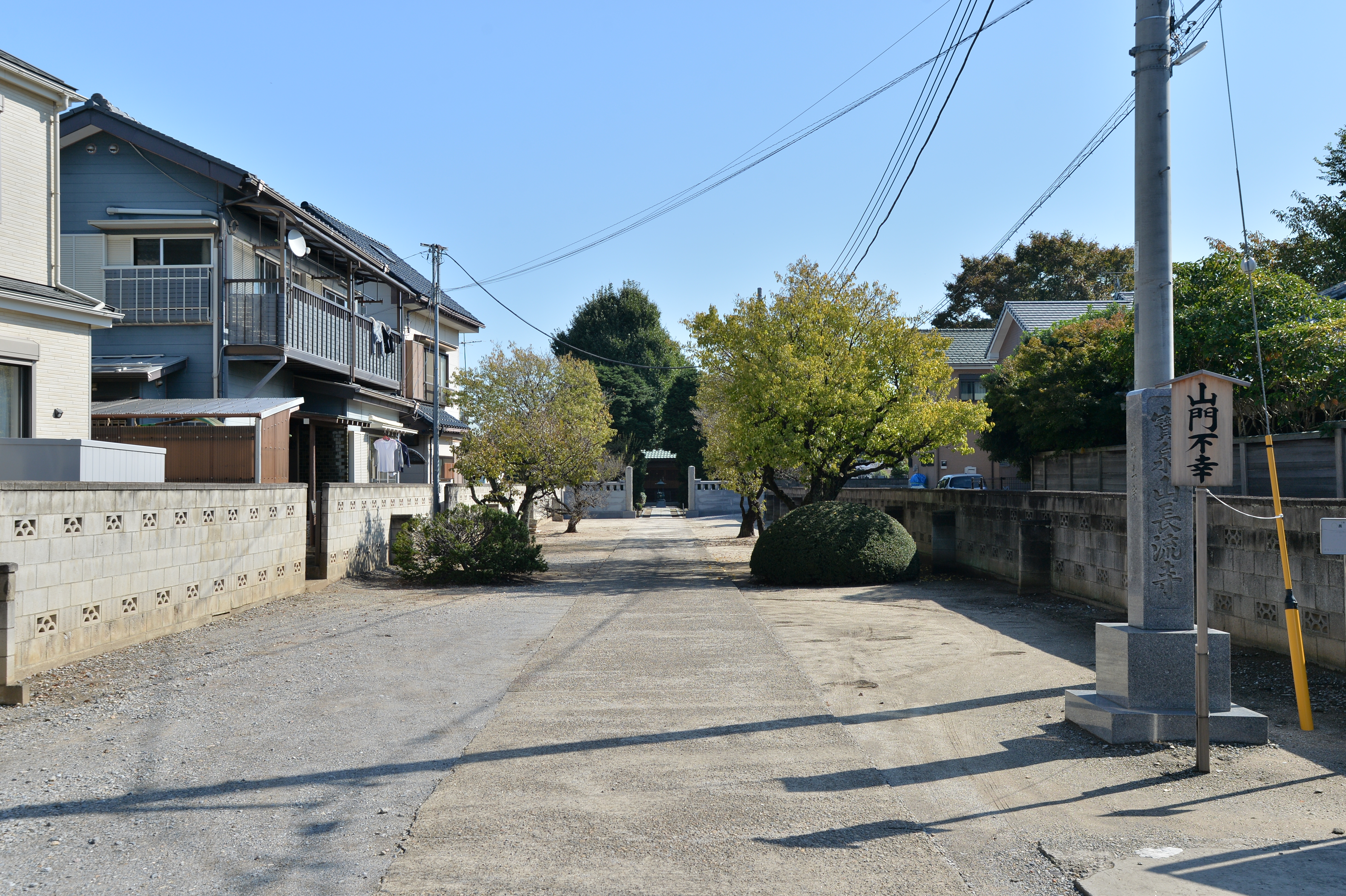
入口
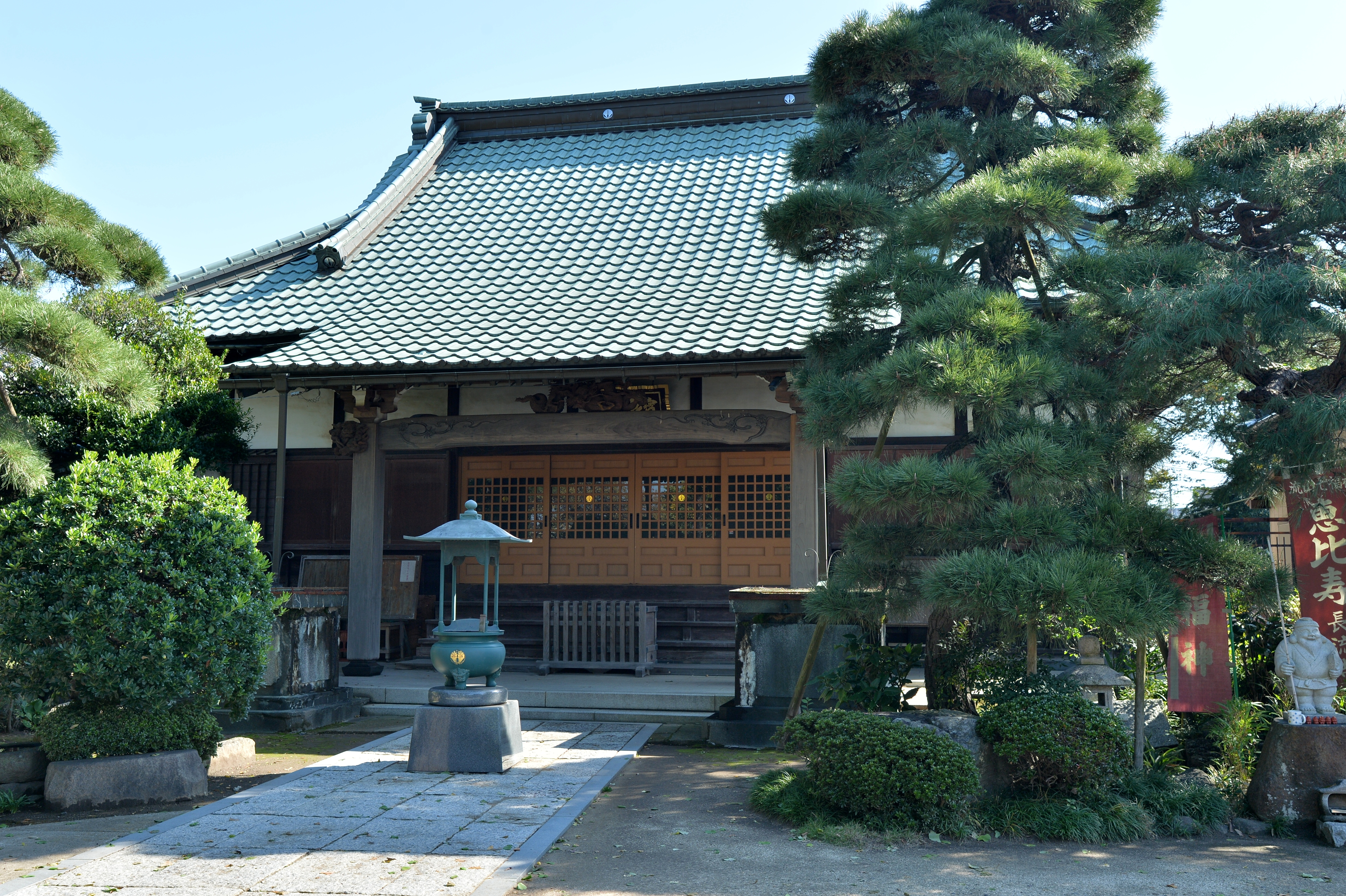
本堂
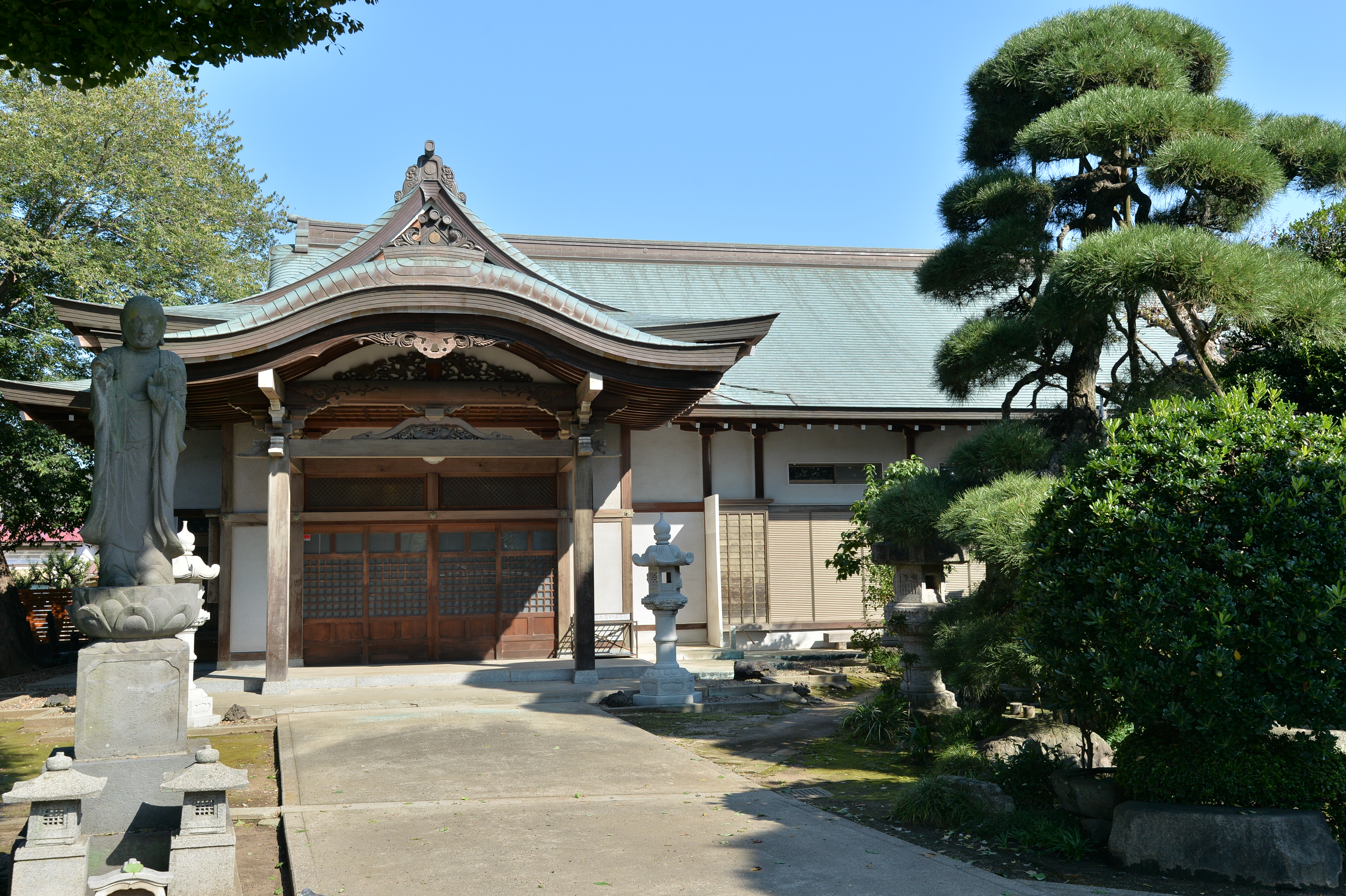
庫裏

## 交通アクセス
- 平和台駅より徒歩5分。